# Самодуровка
Самодуровка (на руски: Самодуровка) е село в Поворински район Воронежка област.
Административен център на селището от селски тип Самодуровское.

## География

### Улици
- ул. Красная
- ул. Молодёжная
- ул. Октябрьская
- ул. Первомайская
- ул. Советская

## Население
| 2010 |
| ---- |
| 666  |